# Campanyes de Mahoma
Aquesta llista de campanyes de Mahoma comprèn de manera exhaustiva totes les batalles, ràtzies i altres expedicions militars ordenades per Mahoma (Muhàmmad), el fundador de l'islam; inclou informació sobre les víctimes, els objectius i el tipus de campanya, així com les fonts primàries que les esmenten.

## Taula de les campanyes
Llegenda
      Sàriyya (campanyes ordenades per Mahoma en què no va participar)
      Ghazwa (campanyes en les quals Mahoma va prendre part)
| N°  | Denominació                                               | Data                      | Objectius | Baixes | Fonts primàries |
| --- | --------------------------------------------------------- | ------------------------- | --- | --- | --- |
| 1   | Ràtzia d'Al-Is                                            | 623                       | Atac d'una caravana quraixita per a solucionar llur pobresa | Cap | Ibn Ishaq, Sírat Rassul Al·lah |
| 2   | Ràtzia de Batn Rabigh                                     | 623                       | Atac d'una caravana quraixita per a solucionar llur pobresa | Cap, la caravana se'n va anar | Sahih Bukharí, 5:57:74 Ibn Sad, Kitab at-tabaqat al-kabir, volum 2 |
| 3   | Ràtzia de Kharar                                          | Maig/juny 623             | Atac d'una caravana quraixita | Cap, la caravana se'n va anar | Ibn Sad, Kitab at-tabaqat al-kabir, volum 2 |
| 4   | Campanya de Waddan o Al-Abwà                              | Agost 623                 | Atac d'una caravana quraixita amb camells | Nombre desconegut | Ibn Hixam & Ibn Ishaq, Sírat Rassul Al·lah |
| 5   | Campanya de Buwat                                         | Octubre 623               | Atac d'una caravana quraixita de 200 camells | Cap, la caravana se'n va anar | Sahih Múslim, 42:7149 Ibn Hixam & Ibn Ishaq, Sírat Rassul Al·lah |
| 6   | Campanya d'Al-Uixayra                                     | Desembre 623              | Atac d'una caravana quraixita | Cap, la caravana se'n va anar | Ibn Hixam & Ibn Ishaq, Sírat Rassul Al·lah |
| 7   | Campanya de Safwan                                        | 623                       | Perseguir Ibn Jàbir al-Fihrí, responsable d'un robatori d'animals de Mahoma | Cap, els enemics es van escapar                                                                                                   | Ibn Hixam & Ibn Ishaq, Sírat Rassul Al·lah |
| 8   | Ràtzia de Nakhla                                          | Gener 624                 | Atac d'una caravana quraixita i recollida d'informacions | Musulmans: 0 No-musulmans: 1 mort, 2 presoners                                                                                    | Alcorà 2:217 Ibn Hixam, Sírat Rassul Al·lah |
| 9   | Gran campanya de Badr                                     | Mars 624                  | Atac d'una caravana quraixita que duia 50.000 dinars d'or protegits per 40 homes i consolididació de la posició política, econòmica i militar musulmana | Musulmans: 14 morts No-musulmans: 70 morts, 30-47 presoners                                                                       | Alcorà 8:47, 68:25, 8:5, 8:6 i d'altres Sahih Bukharí, Súnan Abi-Dàwud Ibn Hixam & Ibn Ishaq, Sírat Rassul Al·lah                                                                                        |
| 10  | Assassinat d'Asma bint Marwan                             | Gener 624                 | Assassinar el poeta (xàïr) Asma bint Marwan per oposar-se a Mahoma i incitar la gent a la revolta | Mort d'Asma bint Marwan | Ibn Hixam & Ibn Ishaq, Sírat Rassul Al·lah Ibn Sad, Kitab at-tabaqat al-kabir, volum 2 |
| 11  | Assassinat d'Abu-Afak                                     | Febrer 624                | Assassinar el poeta (xàïr) Abu-Afak per oposar-se a Mahoma | Mort d'Abu-Afak | Ibn Hixam & Ibn Ishaq, Sírat Rassul Al·lah Ibn Sad, Kitab at-tabaqat al-kabir, volum 2 |
| 12  | Campanya d'As-Suwayq                                      | 624                       | Perseguir Abu-Sufyan per haver matat dos musulmans i per la crema d'un camp de blat de moro | 2 musulmans morts | Ibn Hixam & Ibn Ishaq, Sírat Rassul Al·lah Ibn Sad, Kitab at-tabaqat al-kabir, volum 2 |
| 13  | Campanya dels Banu Qaynuqà                                | Febrer 624                | Atacar els jueus Banu Qaynuqà per haver presumptament trencat el pacte conegut com a 'Constitució de Medina' i per haver despullat una dona musulmana | Desconegudes, algunes morts per venjança                                                                                          | Alcorà 8:58, 3:118, 3:12, 3:13 Sahih Múslim, 19:4364 Ibn Sad, Kitab at-tabaqat al-kabir, volum 2 At-Tabarí, volum 7, La fundació de la comunitat                                                         |
| 14  | Campanya dels Banu Salim                                  | Maig 624                  | Atac per sorpresa de la tribu Banu Salim per presumpta conspiració per atacar Medina< | Desconegudes | Ibn Hixam & Ibn Ishaq, Sírat Rassul Al·lah |
| 15  | Campanya de Dhu-Amr                                       | Setembre 624              | Ràtzia contra les tribus dels Banu Muharib i els Banu Thalaba després d'haver rebut informació segons la qual suposadament volien assaltar les afores de Medina | Els musulmans fan un presoner | Alcorà 5:11 Sahih Bukharí, 5:59:458 Ibn Sad, Kitab at-tabaqat al-kabir, volum 2 |
| 16  | Assassinat del xàïr Kab ibn al-Àixraf                     | Setembre 624              | Segons Ibn Ishaq, «Mahoma va ordenar als seus seguidors que matessin el poeta perquè havia anat a la Meca després de la batalla de Badr i denunciava el Profeta. També va compondre versos en què plorava les víctimes dels Quraix que havien mort a Badr. Poc després va tornar a Medina i va compondre versos amatoris de caràcter insultant sobre les dones musulmanes».                     | Mort de Kab ibn al-Àixraf | Sahih Bukharí, 5:59:369, Sahih Múslim, 19:4436 |
| 17  | Campanya de Bahran                                        | 624                       | Ràtzia contra els Banu Salim; les fonts primàries no en donen la raó (segurament es tracta d'una continuació de la batalla prèvia) | Cap | Ibn Hixam & Ibn Ishaq, Sírat Rassul Al·lah |
| 18  | Ràtzia del Najd                                           | 624                       | Interceptar i capturar una caravana quraixita per aconseguir un gran botí | Els musulmans fan tres presoners                                                                                                  | Sahih Bukharí, 5:59:627, Sahih Múslim, 19:4330, Súnan Abi-Dàwud, 14:2672 Ibn Hixam, Sírat Rassul Al·lah At-Tabarí, volum 7, La fundació de la comunitat                                                  |
| 19  | Campanya d'Abd-Al·lah ibn Atiq                            | Desembre 624              | Matar Salam ibn Abi-l-Huqayq (dit Abu-Rafi) per burlar-se de Mahoma amb la seva poesia i per ajudar a les tropes dels confederats tot proporcionant-los diners i subministraments | Mort d'Abu-Rafi | Sahih Bukharí, 4:52:264, Sahih Bukharí, 5:59:370, Sahih Bukharí, 5:59:371, Sahih Bukharí, 5:59:372 i d'altres Ibn Hixam & Ibn Ishaq, Sírat Rassul Al·lah At-Tabarí, volum 7, La fundació de la comunitat |
| 20  | Batalla de l'Úhud                                         | Març 625                  | Defensar-se d'un atac quraixita | Musulmans: 70 morts No-musulmans: 22 o 37 morts                                                                                   | Alcorà 8:36, 3:122, 3:167 Sahih Bukharí, Músnad Àhmad ibn Hanbal |
| 21  | Campanya de Hamrà al-Àssad                                | Mars 625                  | Prevenir un atac quraixita contra l'exèrcit musulmà debilitat | Musulmans: 2 espies morts No-musulmans: 3 decapitats, 3 presoners                                                                 | Alcorà 3:173, 3:174 Ibn Hixam & Ibn Ishaq, Sírat Rassul Al·lah |
| 22  | Campanya de Qatan                                         | Juny 625                  | Atac de la tribu dels Banu Àssad ibn Khuzayma després de rebre informacions segons les quals aquests planejaven atacar Medina | Els musulmans fan tres presoners                                                                                                  | Sahih Múslim, 19:4330, Sahih Bukharí, 5:59:627 i d'altres Ibn Sad, Kitab at-tabaqat al-kabir, volum 2 |
| 23  | Campanya d'Abd-Al·lah ibn Unays                           | 625                       | Matar Khàlid ibn Sufyan perquè, segons les informacions rebudes, es preparava un atac contra Medina i ell incitava la gent de Nakhla o Urana a combatre els musulmans | Mort de Khàlid ibn Sufyan | Músnad Àhmad ibn Hanbal 3:496 Súnan Abi-Dàwud, volum 2 no.1244 Ibn Hixam, Sírat Rassul Al·lah At-Tabarí, volum 9, Els darrers dies del Profeta                                                           |
| 24  | Atac d'Ar-Rají                                            | 625                       | Alguns homes va demanar que Mahoma els enviés instructors per a ensenyar-los l'islam, però van ser assassinats per les dues tribus de Khudhàyma que volien venjar la mort de Khàlid ibn Sufyan | Mort de 8 o 10 musulmans | Sahih Múslim, 4:1442, Sahih Bukharí Ibn Hixam, Sírat Rassul Al·lah Ibn Sad, Kitab at-tabaqat al-kabir, volum 2                                                                                           |
| 25  | Missió d'Amr ibn Umayya ad-Damrí                          | 627                       | Amr ibn Umayya ad-Damrí és enviat per a assassinar Abu-Sufyan | Els musulmans maten tres politeistes                                                                                              | At-Tabarí, volum 7, La fundació de la comunitat |
| 26  | Atac de Bir Maona                                         | Juliol 625                | Mahoma va enviar missionaris a la demanda dels Banu Àmir, però aquests van ser morts per venjar l'assassinat de Khàlid ibn Sufyan | 70 musulmans morts | Alcorà 3:169–173 Ibn Hixam, Sírat Rassul Al·lah Sahih Bukharí, 5:59:405, Sahih Múslim, 4:1433 |
| 27  | Campanya dels Banu n-Nadir                                | Agost 625                 | Erudits musulmans com Mubarakpuri declaren que els Banu n-Nadir van ser atacats perquè l'àngel Gabriel va dir a Mahoma que alguns d'aquests el volien assassinar. Watt, en canvi, sosté que l'atac podria ser una resposta a les crítiques d'aquesta tribu a Mahoma i dubta que el volguessin assassinar; creu que «és possible que l'acusació no fos més que una excusa per justificar l'atac» | Desconegudes | Alcorà 59:?, 2:256 Súnan Abi-Dàwud, 14:2676 Sahih Bukharí, 3:39:519 Ibn Hixam, Sírat Rassul Al·lah At-Tabarí, volum 9, Els darrers dies del Profeta                                                      |
| 28  | Campanya de Dhat ar-Riqà                                  | Octubre del 625 o del 627 | Atac a la tribu dels Banu Ghatafan arran de la notícia que aquests es reunien a Dhat ar-Riqà amb propòsits sospitosos | Moltes dones capturades pels musulmans                                                                                            | Alcorà 4:101, 5:11 Sahih Múslim, 4:1830 At-Tabarí, volum 7, La fundació de la comunitat |
| 29  | Segona campanya de Badr                                   | Gener 626 o mars 625      | Atacar els quraix dirigits per Abu-Sufyan, ambdues parts es preparaven per lluitar de nou a Badr | Cap, els enemics es van escapar                                                                                                   | Alcorà 3:173–176 Sahih Bukharí, 5:59:627 Ibn Hixam, Sírat Rassul Al·lah |
| 30  | Campanya de Dàwmat al-Jàndal                              | Juliol 626                | Envair Duma, perquè Mahoma va rebre la informació que algunes tribus que hi eren cometien actes de bandidatge i planejaven atacar Medina | Cap, la tribu dels Ghatafan va fugir                                                                                              | Ibn Hixam & Ibn Ishaq, Sírat Rassul Al·lah Ibn Sad, Kitab at-tabaqat al-kabir, volum 2 |
| 31  | Batalla del Fossat                                        | Febrer 627                | Mahoma ordena als seus seguidors de protegir Medina arran de l'aliança entre Banu n-Nadir i els Banu Qaynuqà amb els quraixites, que el volen atacar per a venjar-se de llur expulsió de la ciutat | Musulmans: poques baixes No-musulmans: baixes extremadament severes                                                               | Alcorà 33:10–13, 3:22 Sahih Bukharí 5:59:435, Sahih Múslim, 31:4940 i d'altres Ibn Hixam, Sírat Rassul Al·lah Ibn Sad, Kitab at-tabaqat al-kabir, volum 2                                                |
| 32  | Campanya dels Banu Quraydha                               | Febrer–Mars 627           | Atac dels Banu Quraydha perquè, segons la tradició islàmica, així ho va ordenar l'àngel Gabriel. Al-Waqidí pretén que Mahoma havia pactat amb la tribu i que aquesta va trencar el pacte, però diversos erudits consideren aquesta versió sense fonament | Musulmans: 2 morts No-musulmans: 600 a 900 degollats (At-Tabarí, Ibn Hixam) Tots els homes i una dona degollats (hadits sunnites) | Alcorà 33:26, 33:9–10 Súnan Abi-Dàwud, 38:4390 Sahih Bukharí, 4:52:68, Sahih Bukharí, 4:57:66 i d'altres At-Tabarí, volum 8, Victòria de l'islam                                                         |
| 33  | Campanya de Muhàmmad ibn Màslama                          | Juny 627                  | Atacar els Bani Bakr per a obtenir un botí | Els musulmans fan 10 morts i un presoner                                                                                          | Sahih Múslim, 19:4361, Sahih Bukharí, 5:59:658 Ibn Sad, Kitab at-tabaqat al-kabir, volum 2 |
| 34  | Campanya d'Ukkaixa ibn Mihsan al-Asadí                    | 627                       | Atac dels Banu Àssad ibn Khuzayma per obtenir un botí | Cap, la tribu va fugir | Ibn Sad, Kitab at-tabaqat al-kabir, volum 2 |
| 35  | Primera ràtzia dels Banu Thalaba                          | Agost 627                 | Atacar els Banu Thalaba perquè Mahoma sospitava que podrien tenir la temptació de robar els seus camells | 9 morts musulmans | Ibn Sad, Kitab at-tabaqat al-kabir, volum 2 |
| 36  | Segona ràtzia dels Banu Thalaba                           | Agost 627                 | Atac als Banu Thalaba per a venjar els nou morts musulmans de la primera ràtzia fallida | Els musulmans fan un presoner | At-Tabarí, volum 9, Els darrers anys dels Profeta |
| 37  | Campanya dels Banu Lihyan                                 | Setembre 627              | Atac dels Banu Lahyan per a venjar els 10 musulmans morts durant l'atac d'Ar-Rají | Cap, els Banu Lahyan van fugir | Sahih Múslim, 20:4672 Ibn Sad, Kitab at-tabaqat al-kabir, volum 2 |
| 38  | Ràtzia d'Al-Ghaba                                         | 627                       | No va ser ordenada per Mahoma; Amr ibn al-Akwa va atacar Uyana ibn Hisn al-Fazarí quan va veure que aquest els robava 20 camells | 1 pastor musulmà capturat i la seva dona morta                                                                                    | Ibn Sad, Kitab at-tabaqat al-kabir, volum 2 |
| 39  | Campanya de Dhu Qarad                                     | Setembre 627              | Atacar el grup dirigit per Uyana ibn Hisn al-Fazarí que feia ràtzies pels vols de Medina i que havia robat 20 camells als musulmans | Musulmans: 4 morts No-musulmans: 4 morts                                                                                          | Sahih Múslim, 19:4450 Ibn Sad, Kitab at-tabaqat al-kabir, volum 2 |
| 40  | Campanya de Zayd ibn Hàritha (Al-Jumum)                   | 627                       | Fer una ràtzia a Al-Jumum per a obtenir un botí | Els musulmans fan diversos presoners                                                                                              | Ibn Sad, Kitab at-tabaqat al-kabir, volum 2 |
| 41  | Campanya de Zayd ibn Hàritha (Al-Is)                      | Setembre 627              | Atac d'una caravana quraixita per agafar els seus camells | Els musulmans fan molts presoners                                                                                                 | Ibn Sad, Kitab at-tabaqat al-kabir, volum 2 |
| 42  | Tercera ràtzia dels Banu Thalaba                          | 627                       | Capturar els camells dels Banu Thalaba i obtenir un botí | Cap, els Banu Thalaba van fugir                                                                                                   | Ibn Sad, Kitab at-tabaqat al-kabir, volum 2 |
| 43  | Campanya de Zayd ibn Hàritha (Hisma)                      | Octubre 627               | Atacar els lladres que havien atacat al seu torn l'enviat de Mahoma, Dihya ibn Khalifa al-Kalbí | Moltes baixes, els musulmans capturen 100 dones i nens                                                                            | Sahih Bukharí, 2:52:191 Ibn Sad, Kitab at-tabaqat al-kabir, volum 2 |
| 44  | Campanya de Zayd ibn Hàritha (Wadi-l-Qura)                | Desembre 627              | Vigilar la zona i espiar els moviments dels enemics de Mahoma | 9 musulmans morts | Ibn Sad, Kitab at-tabaqat al-kabir, volum 2 |
| 45  | Campanya dels Banu l-Mústaliq                             | Desembre 627              | Atacar els Banu l-Mústaliq perquè Mahoma va sentir rumors que aquests estaven a punt d'atacar-lo. Pel seu cantó, els Banu l-Mústaliq també creien que Mahoma els volia atacar; ambdós bàndols van enviar espies per confirmar els informes, però l'espia dels Banu l-Mústaliq va ser assassinat pels musulmans, i després Mahoma va dir als seus seguidors de preparar-se per la batalla        | Musulmans: 1 mort No-musulmans: 10 morts, 200 famílies fetes presoneres                                                           | Sahih Bukharí, 76:1:422 Sahih Múslim, 19:4292 Ibn Hixam & Ibn Ishaq, Sírat Rassul Al·lah |
| 46  | Campanya d'Abd-ar-Rahman ibn Awf                          | Desembre 627              | Mahoma envia 700 homes al rei cristià al-Àsbagh i a la seva gent perquè es converteixin a l'islam en un termini de tres dies o bé perquè paguin la jizya | Cap | Ibn Hixam & Ibn Ishaq, Sírat Rassul Al·lah |
| 47  | Campanya de Fidak                                         | 627                       | Atac dels Bani Sad ibn Bakr perquè Muhammad va rebre informacions segons les quals aquests planejaven ajudar els jueus de Khàybar | Els musulmans fan un presoner, la resta de la tribu va fugir                                                                      | Ibn Sad, Kitab at-tabaqat al-kabir, volum 2 |
| 48  | Segona campanya de Wadi-l-Qura                            | Gener 628                 | Fer una ràtzia contra els habitants de Wadi-l-Qura per venjar els musulmans morts en un precedent atac fallit | Els musulmans maten 30 cavallers i una dona i fan molts presoners                                                                 | Sahih Múslim, 19:4345 At-Tabarí, volum 8, Victòria de l'islam |
| 49  | Campanya d'Ibn Jàbir al-Fihrí                             | Febrer 628                | Capturar 8 homes que es van presentar per a convertir-se a l'islam però que van matar un musulmà i van voler robar camells | Musulmans: 1 mort Non-musulmans: 8 crucificats                                                                                    | Alcorà 5:33–39 Sahih Bukharí, 1:4:234, Sahih Bukharí, 5:59:505, Sahih Bukharí, 7:71:623 i d'altres |
| 50  | Campanya d'Abd-Al·lah ibn Rawaha                          | Febrer 628                | Matar Al-Yussayr ibn Rizam perquè Muhammad va sentir dir que els seus homes es preparaven a atacar-lo | Els musulmans fan 30 morts | At-Tirmidhí no. 3923 Ibn Hixam & Ibn Ishaq, Sírat Rassul Al·lah |
| 51  | Tractat d'al-Hudaybiyya                                   | Mars 628                  | Marxa cap a la Meca per realitzar-hi el pelegrinatge obligatori (umra) | Cap | Alcorà 48:24, 48:18 Ibn Sad, Kitab at-tabaqat al-kabir, volum 2 |
| 52  | Conquesta de Fidak                                        | Maig 628                  | Obligar els jueus de Fidak a donar els seus béns i riqueses per evitar de ser atacats | Cap | Alcorà 59:6–7 Sahih Múslim, 19:2961 Súnan Abi-Dàwud, Músnad Àhmad ibn Hanbal |
| 53  | Batalla de Khàybar                                        | Maig/Juny 628             | Atacar els jueus de Khàybar per a distribuir un botí entre seus seguidors, decebuts feia poc per les promeses de Mahoma (segons Watt) | Musulmans: 16-18 morts Jueus: 93 morts                                                                                            | Alcorà 48:15, 48:20 Sahih Bukharí Sahih Múslim, 19:4450 |
| 54  | Tercera campanya de Wadi-l-Qura                           | Maig 628                  | Atacar els jueus de Wadi-l-Qura per apoderar-se de llur territori | Musulmans: 1 mort Jueus: 11 morts                                                                                                 | Al-Muwatta, 21 13.25 At-Tabarí, volum 9, Els darrers dies del Profeta |
| 55  | Campanya d'Úmar ibn al-Khattab                            | Desembre 628              | Atacar els Banu Hawazin per obtenir un botí | Cap, la tribu va fugir | Ibn Sad, Kitab at-tabaqat al-kabir, volum 2 |
| 56  | Campanya d'Abu-Bakr as-Siddiq                             | Desembre 628              | Atacar els Banu Kilab | Els musulmans fan molts morts (almenys set famílies)                                                                              | Súnan Abi-Dàwud, 14:2632 Ibn Sad, Kitab at-tabaqat al-kabir, volum 2 |
| 57  | Campanya de Baixir Ibn Sad (Fadak)                        | Desembre 628              | Atacar els Banu Murra per a obtenir un botí | Musulmans: 29 morts, Baixir és greument ferit No-musulmans: moltes víctimes                                                       | Ibn Sad, Kitab at-tabaqat al-kabir, volum 2 |
| 58  | Campanya d'Abd-Al·lah ibn Ghàlib al-Laythí (Mayfa)        | Gener 629                 | Atacar els Banu Àwal i els Banu Thalaba per a apoderar-se d'un botí (camells i ramats) | Els musulmans fan diversos morts                                                                                                  | Sahih Bukharí, 5:59:568 Ibn Sad, Kitab at-tabaqat al-kabir, volum 2 At-Tabarí, volum 8, History of Islam                                                                                                 |
| 59  | Campanya d'Abd-Al·lah ibn Ghàlib al-Laythí (Fadak)        | Maig 629                  | Atacar els Banu Murra per a venjar les víctimes musulmanes de la fallida ràtzia de Baixir Ibn Sad | Mort de tots aquells que es van topar amb musulmans                                                                               | Ibn Sad, Kitab at-tabaqat al-kabir, volum 2 |
| 60  | Campanya de Baixir Ibn Sad (Yemen)                        | Febrer 629                | Atacar un important grup de politeistes perquè Mahoma creia que s'havien reunit per atacar els voltants de Medina | Els musulmans fan un mort i dos presoners                                                                                         | Ibn Sad, Kitab at-tabaqat al-kabir, volum 2 |
| 61  | Campanya d'Ibn Abi-l-Awja As-Sulamí                       | Abril 629                 | 50 homes enviats per exigir la lleialtat a l'islam de la tribu dels Banu Sualym | Musulmans: la majoria morts No-musulmans: la majoria morts, 2 presoners                                                           | Ibn Sad, Kitab at-tabaqat al-kabir, volum 2 |
| 62  | campanya d'Abd-Al·lah ibn Ghàlib al-Laythí (Al-Kadid)     | Maig 629                  | Ràtzia contra els Banu al-Mulawwi per obtenir un botí | Els musulmans maten la majoria d'enemics i fan un presoner                                                                        | Súnan Abi-Dàwud, 14:2672 Ibn Sad, Kitab at-tabaqat al-kabir, volum 2 |
| 63  | Ràtzia de Banu Layth                                      | Juny 629                  | Atacar els Banu Layth, saqueig de camells | N/A | N/A |
| 64  | Campanya de Xujà ibn Wahb al-Assadí                       | Juny 629                  | Ràtzia contra els Banu Àmir per a prendre'ls camells | Nombre desconegut | Ibn Sad, Kitab at-tabaqat al-kabir, volum 2 |
| 65  | Campanya de Kab ibn Umayr al-Ghifarí                      | Juny 629                  | Atacar els Banu Qudà perquè Mahoma va rebre informacions segons les quals aquesta tribu havia reunit un gran nombre d'homes per tal d'atacar les posicions musulmanes | 14 musulmans morts, 1 ferit | Ibn Sad, Kitab at-tabaqat al-kabir, volum 2 |
| 66  | Batalla de Muta                                           | Agost 629                 | Ràtzia contra els habitants de Muta perquè el missatger que Mahoma hi havia enviat havia estat mort | Musulmans: 12 morts No-Musulmans: nombre desconegut                                                                               | Alcorà 19:71 Sahih Bukharí, 5:59:565, Sahih Bukharí, 5:59:565 |
| 67  | Campanya d'Amr ibn al-As                                  | Setembre 629              | Subjugar els Banu Qudà tot incitant les tribus amigues dels musulmans a atacar-los, a causa del rumor que els Banu Quda s'estaven preparant per atacar Medina; millorar igualment el prestigi musulmà | Cap, els Qudà van fugir | Sahih Bukharí, 5:59:644 Ibn Sad, Kitab at-tabaqat al-kabir, volum 2 |
| 68  | Campanya d'Abu-Ubayda Àmir ibn al-Jarrah                  | Octubre 629               | Atac de la tribu dels Juhayna i ràtzia de llur caravana | Cap, la caravana se'n va anar | Sahih Bukharí, 3:44:663, Sahih Múslim, 21:4757 Ibn Sad, Kitab at-tabaqat al-kabir, volum 2 |
| 69  | Campanya d'Abi-Hadrad al-Aslamí                           | 629                       | Matar Rifà ibn Qays perquè Mahoma va saber que estava incitant els Qays a atacar-lo | Els musulmans van degollar un enemic i capturar quatre dones                                                                      | Ibn Hixam & Ibn Ishaq, Sírat Rassul Al·lah At-Tabarí, volum 8, Història de l'islam |
| 70  | Campanya d'Abu-Qatada ibn Rabí al-Ansarí (Khadira)        | Novembre o desembre 629   | Atacar els Ghatafan perquè semblava que reunien tropes i perquè encara romanien fora dels «dominis de l'islam» | Els musulmans fan diversos morts i presoners                                                                                      | Ibn Sad, Kitab at-tabaqat al-kabir, volum 2 |
| 71  | Campanya d'Abu-Qatada ibn Rabí al-Ansarí (Batn Edam)      | Desembre 629              | Per desviar l'atenció de la seva intenció d'atacar la Meca, Mahoma va enviar 8 homes per atacar una caravana que travessava Edam | 1 musulmà mort pels mateixos musulmans                                                                                            | Alcorà 4:94 Sahih Múslim, 43:7176 Ibn Sad, Kitab at-tabaqat al-kabir, volum 2 |
| 72  | Conquesta de la Meca                                      | Desembre 629              | Conquerir la Meca | Els musulmans fan 5 morts | Alcorà 12:91–92, 34:49, 49:13 Sahih Bukharí, 5:59:582, Súnan Abi-Dàwud, 14:2678 i d'altres Ibn Sad, Kitab at-tabaqat al-kabir, volum 2                                                                   |
| 73  | Campanya de Khàlid ibn al-Walid (Nakhla)                  | Desembre 629              | Destruir Al-Uzza perquè Mahoma volia «la submissió de les tribus veïnes» i «eliminar els símbols restants de les pràctiques preislàmiques» | 1 dona morta per Khàlid ibn al-Walid                                                                                              | As-Súnan as-Sughra Al-Kalbí, El llibre dels ídols |
| 74  | Ràtzia d'Amr ibn al-As                                    | Desembre 629              | Destruir Suwa perquè Mahoma volia «la submissió de les tribus veïnes» i «eliminar els símbols restants de les pràctiques preislàmiques» | Cap | Ibn Sad, Kitab at-tabaqat al-kabir, volum 2 |
| 75  | Ràtzia de Sad ibn Zayd al-Aixhalí                         | Desembre 629              | Destruir Manat perquè Mahoma volia «la submissió de les tribus veïnes» i «eliminar els símbols restants de les pràctiques preislàmiques» | Els musulmans maten una dona | Ibn Sad, Kitab at-tabaqat al-kabir, volum 2 Al-Kalbí, El llibre dels ídols |
| 76  | Campanya de Khàlid ibn al-Walid (Banu Jadhima)            | Gener 630                 | Convèncer els Banu Jadhima de sotmetre's a l'islam | Tota la tribu va ser feta presonera, uns quants van ser executats                                                                 | Sahih Bukharí, 5:59:628 Ibn Hixam & Ibn Ishaq, Sírat Rassul Al·lah Ibn Sad, Kitab at-tabaqat al-kabir, volum 2                                                                                           |
| 77  | Batalla de Hunayn                                         | Gener 630                 | Atacar els Hawazin i els Thaqif que refusaven sotmetre's a l'islam perquè «es creien massa poderosos per sotmetre's o rendir-se» després de la conquesta de la Meca | Musulmans: 5 morts No-musulmans: 70 morts, 6000 dones i nens capturats                                                            | Alcorà 9:25–26 Sahih Bukharí, 4:53:370, Al-Muwatta, 21 10.19 |
| 78  | Campanya de Tufayl ibn Amr ad-Dawsí                       | Gener 630                 | Destruir l'ídol Yaghuth i assegurar-se la lleialtat dels Banu Daws per tal que els puguin deixar catapultes per al Setge de Taïf | Cap | Ibn Sad, Kitab at-tabaqat al-kabir, volum 2 |
| 79  | Batalla d'Awtas                                           | 630                       | Defensar-se de l'atac d'una lliga de tribus que van formar una aliança contra els musulmans. Washington Irving afirma que aquestes tribus eren hostils a Mahoma i el volien atacar perquè s'estava propagant l'islam per l'espasa i perquè temien que Mahoma els atacaria de totes maneres per venjança                                                                                         | Desfeta de l'enemic, els musulmans fan diversos morts                                                                             | Alcorà 4:24 Sahih Múslim, 8:3432, Sahih Bukharí, 5:59:612 i d'altres Ibn Sad, Kitab at-tabaqat al-kabir, volum 2                                                                                         |
| 80  | Campanya d'Abu-Àmir Al-Aixarí                             | Gener 630                 | Perseguir els enemics que van fugir de la batalla de Hunayn | Musulmans: 1 mort No-musulmans: 9 morts                                                                                           | Sahih Bukharí, 5:59:612, Sahih Múslim, 3:6092 At-Tabarí, volum 9, Els darrers anys del Profeta |
| 81  | Campanya d'Abu-Mussa Al-Aixarí                            | Gener 630                 | Perseguir els enemics que van fugir de la batalla de Hunayn | Els musulmans van fer almeny un mort i van capturar dones i nens                                                                  | Sahih Bukharí, 5:59:612 At-Tabarí, volum 9, Els darrers anys del Profeta |
| 82  | Setge de Taïf                                             | Gener 630                 | Atacar els enemics que van fugir de la batalla de Hunayn i que s'havien refugiat a la fortalesa de Taïf | Musulmans: 12 morts No-musulmans: nombre desconegut                                                                               | Sahih Bukharí, 5:59:615, Sahih Bukharí, 9:93:572 i d'altres Ibn Hixam & Ibn Ishaq, Sírat Rassul Al·lah                                                                                                   |
| 83  | Campanya d'Uyayna ibn Hisn                                | Abril 630                 | Atacar la tribu musulmana dels Banu Tamim perquè es negaven a pagar el zakat | Els musulmans capturen 11 homes, 21 dones i 30 nens                                                                               | Alcorà 49:1 Ibn Sad, Kitab at-tabaqat al-kabir, volum 2 |
| 84  | Campanya de Qutba ibn Àmir                                | Maig 630                  | Atacar els Banu Khatham per obtenir un botí | Musulmans: molts ferits, algun mort No-musulmans: molts ferits, algun mort, algunes dones capturades                              | Ibn Sad, Kitab at-tabaqat al-kabir, volum 2 Súnan Abi-Dàwud, 14:2639 |
| 85  | campanya de Dahhak al-Kilabí                              | Juny 630                  | Convèncer els Banu Kilab de convertir-se a l'islam | Els musulmans fan 1 mort | Ibn Sad, Kitab at-tabaqat al-kabir, volum 2 |
| 86  | Campanya d'Àlqama ibn Mujazziz                            | Juliol 630                | Atacar un grup d'abissinis sospitosos de ser pirates | Cap, els abissinis van fugir | Ibn Sad, Kitab at-tabaqat al-kabir, volum 2 |
| 87  | Tercera campanya de Dhu Qarad                             | Juliol 630                | Venjar la mort del fill d'Abu-Dhar Ghifarí a Al-Ghaba | Cap | Ibn Sad, Kitab at-tabaqat al-kabir, volum 2 |
| 88  | Campanya d'Alí ibn Abi-Tàlib                              | Juliol 630                | Destruir Al-Qul·lus, divinitat adorada pels pagans | Els musulmans capturen força homes, dones i nens                                                                                  | Músnad Àhmad ibn Hanbal Ibn Sad, Kitab at-tabaqat al-kabir, volum 2 |
| 89  | Campanya d'Ukkaixa ibn Mihsan al-Asadí (Udhra i Baliy)    | Juliol 630                | Atacar les tribus Udhrah i Baliy | Nombre desconegut | Ibn Sad, Kitab at-tabaqat al-kabir, volum 2 |
| 90  | Batalla de Tabuk                                          | Octubre 630               | O bé per a venjar la mort d'un emissari o bé per a prevenir un atac pressumtament anunciat d'Heracli | Cap, no es van trobar enemics | Alcorà 9:49, 9:29, 9:42–48, 9:81 Sahih Bukharí, 5:59:702, Sahih Bukharí, 6:60:199 i d'altres |
| 91  | Primera campanya de Khàlid ibn al-Walid a Dúmat al-Jandal | Octubre 630               | Atacar Ukaydir as-Sakuní, l'emir cristià de Dúmat al-Jandal | 1 mort, 2 presoners | Súnan Abi-Dàwud 19:3031 Ibn Sad, Kitab at-tabaqat al-kabir, volum 2 |
| 92  | Campanya d'Abu-Sufyan ibn Harb                            | 630                       | Destruir l'ídol Al-Lat | Nombre desconegut | Alcorà 17:73 At-Tabarí, volum 9, Els darrers anys del Profeta |
| 93  | Demolició de la Màsjid ad-Dirar                           | 630                       | Destruir una mesquita que incitava a l'oposició | Cap (potser es va cremar la gent)                                                                                                 | Alcorà 9:107 At-Tabarí, volum 9, Els darrers anys del Profeta |
| 94  | Segona campanya de Khàlid ibn al-Walid a Dúmat al-Jandal  | Abril 631                 | Destruir l'ídol anomenat Wadd i adorat pels Banu Kilab | Membres dels Banu Abd-Wadd i dels Banu Àmir al-Ajdar morts pels musulmans                                                         | Al-Kalbí, El llibre dels ídols |
| 95  | Campanya de Súrad ibn Abd-Al·lah                          | Abril 631                 | Atacar les tribus no-musulmanes del veïnatge | Moltes baixes | At-Tabarí, volum 9, Els darrers anys del Profeta |
| 96  | Campanya de Khàlid ibn al-Walid (Najran)                  | Juny 631                  | Convèncer la gent de Najran de convertir-se a l'islam per evitar delluitar contra els musulmans | Cap, els Banu-l-Hàrith es van rendir i sotmetre a l'islam                                                                         | Alcorà 3:61 At-Tabarí, volum 9, Els darrers dies dels Profeta Hamidullah, Majmua |
| 97  | Campanya d'Alí ibn Abi-Tàlib (Mudhij)                     | Desembre 631              | Atacar els Banu Nakhla per a sotmetre'ls | Els musulmans fan 20 morts. | Sahih Bukharí, 2:24:573 At-Tabarí, volum 9, Els darrers anys del Profeta |
| 98  | Campanya d'Alí ibn Abi-Tàlib (Hamdan)                     | 631                       | Convèncer la gent de Hamdan de convertir-se a l'islam | Cap | At-Tabarí, volum 9, Els darrers anys del Profeta |
| 99  | Demolició de Dhu-l-Khalasa                                | Abril 632                 | Destruir el temple de Dhu-l-Khalasa adorat pels Bajila i els Khàtham | Els musulmans fan 300 morts | Sahih Bukharí, 5:59:641, Sahih Bukharí, 5:59:642, Sahih Bukharí, 5:59:643 i d'altres Al-Kalbí, El llibre dels ídols                                                                                      |
| 100 | Campanya d'Ussama ibn Zayd                                | Maig 632                  | Invasió de Palestina i atac de Moab i Darum | Població local «degollada» pels musulmans, «destruint, cremant i fent tants presoners com sigui possible»                         | Sahih Bukharí, 5:59:744, Sahih Bukharí, 5:59:745 i d'altres At-Tabarí, volum 9, Els darrers anys del Profeta At-Tabarí, volum 10, Conquesta d'Aràbia                                                     |